# Джаз-рок
Джаз-рок (англ. jazz-rock) — напрямок так званої популярної музики, який з'явився в кінці 1960-х років.
Джаз-рок, як вказує сама назва, є напрямком синтетичним і перебуває на межі джазу та рок-музики. Від першого перейняв дух імпровізаційності, від другого — електронно-музичний інструментарій та ритмічні особливості. В Україні почав розвиватись з початку 1970-х років. Серед піонерів джаз-року в Україні можна назвати вокально-інструментальний ансамбль Ватра, створений в 1971 при Львівській філармонії.

## Представники
- Брати Блюзу
- ВІА «Ватра»
- Ніно Катамадзе
- Майлз Девіс
- Френк Заппа
- Чик Коріа
- Мацуї Кейко
- Atheist
- Atomic Simao
- Blood, Sweat & Tears
- Chicago
- Cream
- Colosseum
- Earth, Wind & Fire
- The Flock
- Jazz Pistols
- Planet X
- The Mahavishnu Orchestra
- Traffic
- Weather Report
- Napoli Centrale
- Morphine